# Natalie Dormer

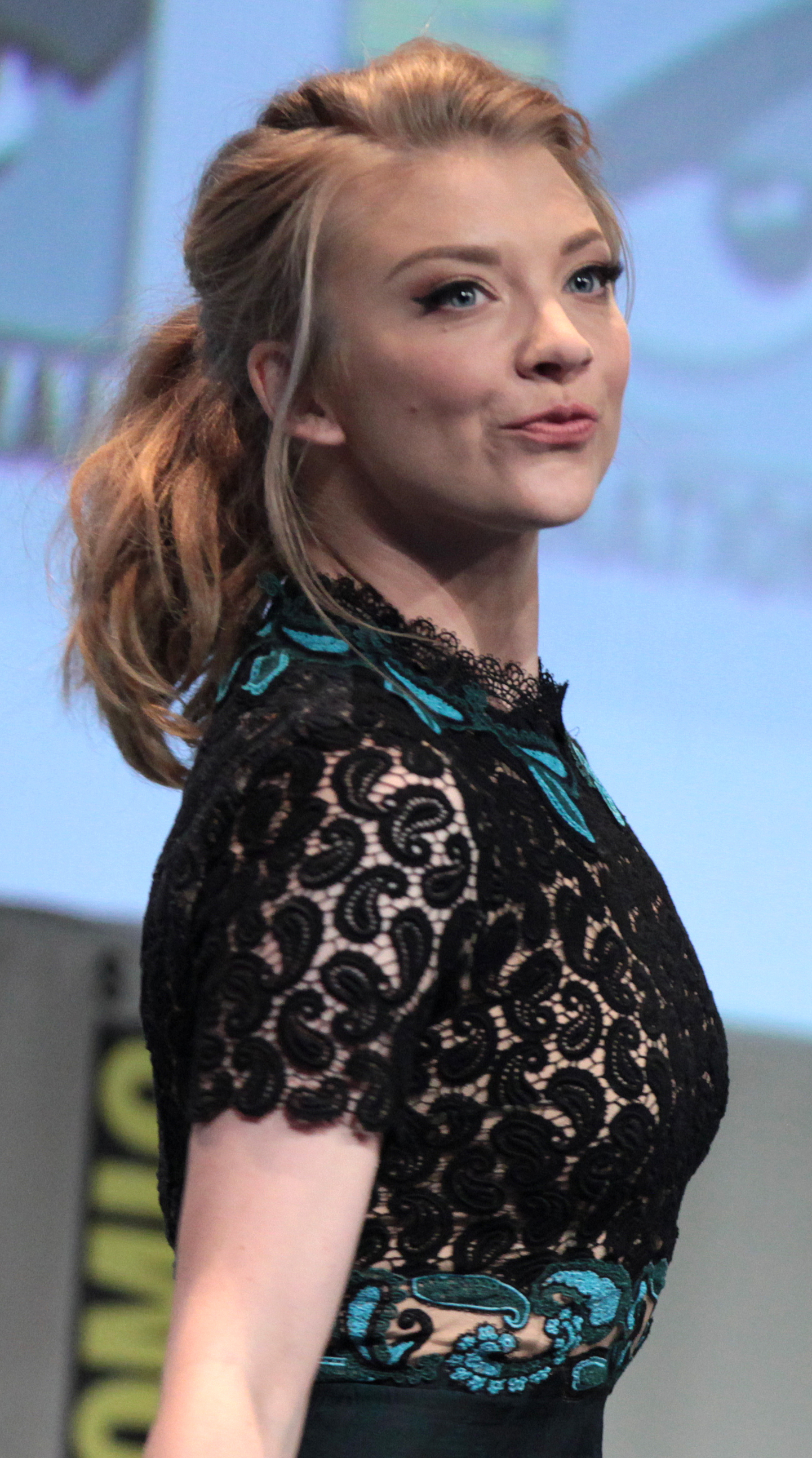
Natalie Dormer (2015)

Natalie Dormer (ur. 11 lutego 1982 w Reading) − angielska aktorka.

## Życiorys
Kształciła się w szkole artystycznej Webber Douglas Academy of Dramatic Art w Londynie. Wkrótce po ukończeniu nauki w 2005 zagrała w filmie Casanova u boku m.in. Heatha Ledgera. Popularność przyniosła jej rola Anny Boleyn w dwóch pierwszych sezonach serialu historycznego Dynastia Tudorów. W 2010 debiutowała w teatrze (w londyńskim Young Vic) w sztuce Sweet Nothings. W 2011 wcieliła się w postać Elżbiety Bowes-Lyon w filmie W.E. reżyserowanym przez Madonnę. W 2012 dołączyła do zespołu aktorskiego Gry o tron w roli Margaery Tyrell. W 2013 wcieliła się w Irene Adler w produkcji Elementary. Zagrała także w teledysku do piosenki „Someone New” wokalisty Hoziera.

## Filmografia

### Filmy
- 2007: Flawless
- 2009: City of Life
- 2011: Kapitan Ameryka: Pierwsze starcie
- 2011: W.E. Królewski romans
- 2013: Wyścig
- 2013: Adwokat
- 2014: Igrzyska śmierci: Kosogłos. Część 1
- 2015: Igrzyska śmierci: Kosogłos. Część 2
- 2015: Skandalistka Lady W.
- 2016: Las samobójców
- 2018: Patient Zero[1]
- 2018: Ukryta w ciemności[1]

### Seriale telewizyjne
- 2005: Casanova
- 2005: Distant Shores
- 2006: Rebus
- 2007: Dynastia Tudorów
- 2011: The Fades
- 2012: Gra o tron
- 2013: Elementary
- 2018: Piknik pod Wiszącą Skałą
- 2020: Dom grozy: Miasto Aniołów[1]